# ميلفيل (رود آيلاند)
ميلفيل (بالإنجليزية: Melville, Rhode Island)‏ هي أماكن مخصصة للتعداد تقع في الولايات المتحدة في Newport County. يقدر عدد سكانها بـ 2,325 نسمة ومساحتها 13.1 كم2 .

## التركيبة السكانية
حدّد مكتب تعداد الولايات المتحدة بيانات التركيبة السكانية لميلفيل في تعداد الولايات المتحدة. في ما يلي، التركيبة السكانية حسب تعدادي 2000 و2010.

### تعداد عام 2000
بلغ عدد سكان ميلفيل 2,325 نسمة بحسب تعداد عام 2000، وبلغ عدد الأسر 764 أسرة وعدد العائلات 637 عائلة مقيمة في المنطقة السكنية. في حين سجلت الكثافة السكانية 177.5 نسمة لكل كيلومتر مربع (459.7/ميل2). وبلغ عدد الوحدات السكنية 1,012 وحدة بمتوسط كثافة قدره 77.3 لكل كيلومتر مربع (200.2/ميل2).
وتوزع التركيب العرقي للمنطقة السكنية بنسبة 78.97% من البيض و9.46% من الأمريكيين الأفارقة و0.47% من الأمريكيين الأصليين و4.65% من الأمريكيين ذوي الأصول الآسيوية و0.13% من سكان جزر المحيط الهادئ و2.92% من الأعراق الأخرى و3.40% من عرقين مختلطين أو أكثر و8.39% من الهسبانيون أو اللاتينيون من أي عرق.
بلغ عدد الأسر 764 أسرة كانت نسبة 62% منها لديها أطفال تحت سن الثامنة عشر تعيش معهم، وبلغت نسبة الأزواج القاطنين مع بعضهم البعض 74.7% من أصل المجموع الكلي للأسر، ونسبة 6.8% من الأسر كان لديها معيلات من الإناث دون وجود شريك، بينما كانت نسبة 1.8% من الأسر لديها معيلون من الذكور دون وجود شريكة وكانت نسبة 16.6% من غير العائلات. تألفت نسبة 14.3% من أصل جميع الأسر من عدة أفراد يعيشون في نفس المنزل ونسبة 1.8% كانت تتألف من شخص يعيش بمفرده يبلغ من العمر 65 عاماً أو أكثر. وبلغ متوسط حجم الأسرة المعيشية 3.02، أما متوسط حجم العائلات فبلغ 3.36.
بلغ العمر الوسطي للسكان 26.5 عاماً. وكانت نسبة 37.8% من القاطنين تحت سن الثامنة عشر، وكانت نسبة 9% بين الثامنة عشر والرابعة والعشرين عاماً، ونسبة 45.7% كانت واقعةً في الفئة العمرية ما بين الخامسة والعشرين والرابعة والأربعين عاماً، ونسبة 5.4% كانت ما بين الخامسة والأربعين والرابعة والستين، ونسبة 1.4% كانت ضمن فئة الخامسة والستين عاماً فما فوق. يوجد لكل 100 أنثى 101.0 ذكر، ويوجد لكل 100 أنثى في الثامنة عشر من عمرها فما فوق 102.4 ذكر.
بلغ متوسط دخل الأسرة في المنطقة السكنية 37,314 دولارًا، أما متوسط دخل العائلة فبلغ 40,134 دولارًا. وكان متوسط دخل الذكور 42,500 دولارًا مقابل 20,813 دولارًا للإناث. وسجل دخل الفرد الخاص بالمنطقة السكنية 14,789 دولارًا. وكانت نسبة 7.7% من العائلات ونسبة 7.3% من السكان تحت خط الفقر، وكان من هؤلاء نسبة 9.5% تحت سن الثامنة عشر ونسبة 0% في الخامسة والستين من العمر وما فوق.

### تعداد عام 2010
بلغ عدد سكان ميلفيل 1,320 نسمة بحسب تعداد عام 2010، وبلغ عدد الأسر 386 أسرة وعدد العائلات 328 عائلة مقيمة في المنطقة السكنية. في حين سجلت الكثافة السكانية 100.8 نسمة لكل كيلومتر مربع (261.1/ميل2). وبلغ عدد الوحدات السكنية 579 وحدة بمتوسط كثافة قدره 44.2 لكل كيلومتر مربع (114.5/ميل2).
وتوزع التركيب العرقي للمنطقة السكنية بنسبة 72.42% من البيض و8.94% من الأمريكيين الأفارقة و0.15% من الأمريكيين الأصليين و6.14% من الأمريكيين ذوي الأصول الآسيوية و0.08% من سكان جزر المحيط الهادئ و3.41% من الأعراق الأخرى و8.86% من عرقين مختلطين أو أكثر و11.82% من الهسبانيون أو اللاتينيون من أي عرق.
بلغ عدد الأسر 386 أسرة كانت نسبة 69.4% منها لديها أطفال تحت سن الثامنة عشر تعيش معهم، وبلغت نسبة الأزواج القاطنين مع بعضهم البعض 75.4% من أصل المجموع الكلي للأسر، ونسبة 8.3% من الأسر كان لديها معيلات من الإناث دون وجود شريك، بينما كانت نسبة 1.3% من الأسر لديها معيلون من الذكور دون وجود شريكة وكانت نسبة 15% من غير العائلات. تألفت نسبة 10.9% من أصل جميع الأسر من عدة أفراد يعيشون في نفس المنزل ونسبة 1.6% كانت تتألف من شخص يعيش بمفرده يبلغ من العمر 65 عاماً أو أكثر. وبلغ متوسط حجم الأسرة المعيشية 3.39، أما متوسط حجم العائلات فبلغ 3.71.
بلغ العمر الوسطي للسكان 25.8 عاماً. وكانت نسبة 42.6% من القاطنين تحت سن الثامنة عشر، وكانت نسبة 6.4% بين الثامنة عشر والرابعة والعشرين عاماً، ونسبة 41.5% كانت واقعةً في الفئة العمرية ما بين الخامسة والعشرين والرابعة والأربعين عاماً، ونسبة 8.2% كانت ما بين الخامسة والأربعين والرابعة والستين، ونسبة 1.4% كانت ضمن فئة الخامسة والستين عاماً فما فوق. وتوزع التركيب الجنسي للسكان بنسبة 51% ذكور و49% إناث.